# Međunarodni velemajstorski šahovski turnir Bugojno
Međunarodni velemajstorski šahovski turnir Bugojno (kraće MVŠT Bugojno) je šahovski turnir koji se od 1978. do 1986. održavao u bosanskohercegovačkom gradu Bugojnu, a turniri su organizirani svake dvije godine. Na turniru je sudjelovalo šest svjetskih prvaka: Anatolij Karpov, Boris Spaski, Mihail Talj, Gari Kasparov, Vasilij Smislov i Tigran Petrosjan.
Pobjednici prvog turnira koji je održan od 26. veljače do 16. ožujka 1978. bili su Karpov i Spaski. Karpov je bio pobjednik drugog turnira održanog od 3. do 25. svibnja 1980. pobjednik trećeg turnira u svibnju 1982. bio je, tada mlada zvijezda, Kasparov. Od 25. svibnja do 10. lipnja 1984. održan je četvrti turnir čiji je pobjednik bio Jan Timman. Pobjednik posljednjeg, petog turnira održanog od 25. svibnja do 14. lipnja 1986. bio je ponovno Karpov.